# Теодоріх IV
Теодоріх IV (фр. Thierry IV, *712 — †737) — король франків із династії Меровінгів, який посів трон в 721 році.
За королювання Теодеріха вся влада в королівстві була зосереджена в руках мажордома Карла Мартела. Після його смерті 7 років нового короля не було.
| Попередник Хільперік II |  | Король франків 721-737 |  | Наступник Хільдерік III |